# Jōmon (Povo)
O povo Jōmon (縄文人, Jōmon jin) é o nome genérico de vários povos que viveram no arquipélago japonês durante o período Jōmon (c. 14.000 a 300 aC). Hoje, a maioria dos historiadores japoneses concorda com a possibilidade de que os Jōmon não eram um único povo homogêneo, mas consistiam em vários grupos heterogêneos.

O arquipélago japonês tornou-se acessível através da Península Coreana no início do Último Máximo Glacial, cerca de 28.000 anos atrás, permitindo a movimentação entre eles. E o alargamento do estreito da Coreia, de 16.000 a 17.000 anos atrás, devido ao aumento do nível do mar, pode ter levado ao subsequente isolamento da linhagem Jōmon do resto do continente.
O povo Jōmon manteve um pequeno tamanho populacional efetivo de cerca de 1.000 ao longo de vários milênios, com uma profunda divergência das populações continentais datadas de 20.000-15.000 anos atrás. O povo indígena Jōmon tinha seu próprio estilo de vida e cultura únicos no Japão por milhares de anos, antes da adoção do cultivo de arroz durante o período Yayoi subsequente.